# 中山哲也
中山 哲也（なかやま てつや、1958年（昭和33年）12月24日 - ）は、日本の実業家。機械工具商社のトラスコ中山株式会社代表取締役社長。公益財団法人中山視覚障害者福祉財団の理事長。

## 経歴
近畿大学商経学部卒業後、1981年に中山機工（現 トラスコ中山）入社。常務取締役、専務取締役を経て1994年より現職。「取捨善択」「唯一無似」「自覚に勝る教育無し」など、独自の経営哲学で経営に当たる。また視覚障害者を支援する公益財団法人中山視覚障害者福祉財団を設立。現在、理事長を務め社会貢献活動にも取り組む。

## 経営
- 経営哲学として持つ経営、辞める経営、善を選ぶ経営、教科書にない経営を挙げている。[1]
- 業界屈指の在庫数を誇り、その理由として「売り手の目線で在庫は少ない方が良いと言われているが、買い手から見れば多ければ多い方が良い」としている。その大量の在庫数により注文から即日納品や時間外労働の激減などを実現した。[1]
- シングルマザー、託児所保育士、社内食堂の調理師の正社員採用
- 社員の為の制度として社内副業制度、有給休暇の無制限積立制度(買取可能)、新社会人に10〜20万円の支度金、不妊治療の長期休暇、おしどり転勤制(夫婦別々の会社に勤めていて、どちらかが転勤になった際、その転勤先のエリアについていって勤務できるようにする制度)などを創設した。[1]
- 問屋でありながら、BtoBの枠を超えた取り組みも強化し、Amazonなどのネット通販を買った人に直接商品を届けるサービスなども行なっている。
- MROストッカーという客の生産工場の一部を借り、よく使用する商品を置いておくという置き薬ならぬ、置き工具のサービスの考案[2]

## 語録
- 美味しいものを食べさせたいと思っている人に包丁を握らせる。愛情を込めて社員の健康を考える人に料理を作らせたい
- 経営として心配性は大事、成長著しい業界ではないから、その中で生き抜くには細心の注意を払う事が大事。
- 考え事は山のようにあるけど、悩み事はゼロなんですよ。それは幸せなことだと思います。[3]
- どこかの企業で社長が就任すると、よくROE（自己資本利益率）を何％にするとか、ROA（総資産利益率）をどうするとか言いますね。そんなはやりの経営指標より、例えば住宅メーカーなら、こんな住みやすい家を作りますとか、食品メーカーなら美味しいハンバーグで家族だんらんにしますとか、そういう志を語るべきですよ。[2]
- いま誰もが口を開けば、SDGsでしょう。その内容自体はいいことですよ。ただ施策を実行してこなかったにもかかわらず、流行で円バッジを付けるのはいかがなものかと思いますね。最近ではその先に「パーパス（志）経営」があるとか言っていますが、そんなもの、あって当たり前だし、弊社ではずっと前からやってきていることですよ。SDGsで抜けていると思うのは、人間誰しも環境破壊の加害者だということですよ。企業がSDGsだと言っていると、それを免罪符のように思う人がいますが、海水汚染の大半は、家庭排水が原因ですよね。でもどれだけの人が、煮汁やケチャップやソースを拭いてから皿を洗っているかって話ですよ。[2]
- やたらに減価償却が多い会社なのです。でもその償却の多さが企業体力につながります。いったんキャッシュアウトしますが、減価償却で引き戻せます。[2]
- 世帯主は正社員で雇うということです。やはり企業は安心安定して働ける職場を提供する義務があります。そして結婚し、所帯が持てる給料を払わなければならない。[2]

## テレビ番組
- 日経スペシャル カンブリア宮殿 商売の本質を見極めろ！ 常識を超える問屋ビジネス（2024年3月14日、テレビ東京）- トラスコ中山 社長として出演[4]。